# Integriteit (informatiebeveiliging)
Het begrip integriteit is een kwaliteitskenmerk van gegevens in het kader van de informatiebeveiliging. Het is een synoniem voor betrouwbaarheid. Een betrouwbaar gegeven is
- Juist (rechtmatigheid is hier een kernbegrip)
- Volledig (niet te veel en niet te weinig)
- Tijdig (op tijd)
- Geautoriseerd (gemuteerd door een persoon die gerechtigd is de mutatie aan te brengen)

## Bedreigingen
De betrouwbaarheid van een gegeven kan door verschillende bedreigingen worden aangetast. Te denken valt aan:
- Fraude, verduistering en diefstal
- Misbruik van andermans identiteit (identiteitsfraude)
- ICT-bedreigingen
  - Computerkraker
  - Computervirus

## Maatregelen
De betrouwbaarheid van een gegeven kan worden verbeterd en gegarandeerd door het treffen van maatregelen. Te denken valt aan
- Organisatorische maatregelen zoals administratieve organisatie en interne controle
- ICT-maatregelen zoals informatiebeveiliging

## Gerelateerde begrippen
- Informatiebeveiliging
- Beschikbaarheid
- Vertrouwelijkheid
- Privacy